# 13a etapa del Tour de França de 2016
La 13a etapa del Tour de França de 2016 es disputà el divendres 15 de juliol de 2016 sobre un recorregut de 37,5 km entre Lo Borg de Sant Andiòu i la Cova de Pont-d'Arc. Aquesta era la primera de les dues contrarellotges individuals d'aquesta edició del Tour.

## Resultats

### Classificació de l'etapa
| \| Classificació de l'etapa \| Classificació de l'etapa \| Classificació de l'etapa \| Classificació de l'etapa \| Classificació de l'etapa \| \| Corredor \| Corredor \| Equip \| Temps \| \| \| ------------------------ \| ------------------------ \| ------------------------ \| ------------------------ \| ------------------------ \| \| 1r \| Tom Dumoulin \| Giant-Alpecin \| 50' 15" \| \| \| 2n \| Christopher Froome \| Team Sky \| + 1' 03" \| \| \| 3r \| Nélson Oliveira \| Movistar Team \| + 1' 31" \| \| \| 4t \| Jérôme Coppel \| IAM Cycling \| + 1' 35" \| \| \| 5è \| Rohan Dennis \| BMC Racing Team \| + 1' 41" \| \| \| 6è \| Bauke Mollema \| Trek-Segafredo \| + 1' 54" \| \| \| 7è \| Geraint Thomas \| Team Sky \| + 2' 00" \| \| \| 8è \| Ion Izagirre Insausti \| Movistar Team \| + 2' 02" \| \| \| 9è \| Tony Martin \| Etixx-Quick Step \| + 2' 05" \| \| \| 10è \| Steven Cummings \| Dimension Data \| + 2' 24" \| \| |                       |                  |          |
| |                       |                  |          |
| Font: ProCyclingStats |                       |                  |          |
| Classificació de l'etapa |                       |                  |          |
| Corredor | Corredor              | Equip            | Temps    |
| 1r | Tom Dumoulin          | Giant-Alpecin    | 50' 15"  |
| 2n | Christopher Froome    | Team Sky         | + 1' 03" |
| 3r | Nélson Oliveira       | Movistar Team    | + 1' 31" |
| 4t | Jérôme Coppel         | IAM Cycling      | + 1' 35" |
| 5è | Rohan Dennis          | BMC Racing Team  | + 1' 41" |
| 6è | Bauke Mollema         | Trek-Segafredo   | + 1' 54" |
| 7è | Geraint Thomas        | Team Sky         | + 2' 00" |
| 8è | Ion Izagirre Insausti | Movistar Team    | + 2' 02" |
| 9è | Tony Martin           | Etixx-Quick Step | + 2' 05" |
| 10è | Steven Cummings       | Dimension Data   | + 2' 24" |

### Classificació general
| \| Classificació general \| Classificació general \| Classificació general \| Classificació general \| Classificació general \| \| Corredor \| Corredor \| Equip \| Temps \| \| \| --------------------- \| --------------------------- \| --------------------- \| --------------------- \| --------------------- \| \| 1r \| Christopher Froome \| Team Sky \| 58h 02' 51" \| \| \| 2n \| Bauke Mollema \| Trek-Segafredo \| + 1' 47" \| \| \| 3r \| Adam Yates \| Orica-BikeExchange \| + 2' 45" \| \| \| 4t \| Nairo Quintana Rojas \| Movistar Team \| + 2' 59" \| \| \| 5è \| Alejandro Valverde Belmonte \| Movistar Team \| + 3' 17" \| \| \| 6è \| Tejay van Garderen \| BMC Racing Team \| + 3' 19" \| \| \| 7è \| Romain Bardet \| AG2R La Mondiale \| + 4' 04" \| \| \| 8è \| Richie Porte \| BMC Racing Team \| + 4' 27" \| \| \| 9è \| Daniel Martin \| Etixx-Quick Step \| + 5' 03" \| \| \| 10è \| Fabio Aru \| Astana \| + 5' 16" \| \| |                             |                    |             |
| |                             |                    |             |
| Font: ProCyclingStats |                             |                    |             |
| Classificació general |                             |                    |             |
| Corredor | Corredor                    | Equip              | Temps       |
| 1r | Christopher Froome          | Team Sky           | 58h 02' 51" |
| 2n | Bauke Mollema               | Trek-Segafredo     | + 1' 47"    |
| 3r | Adam Yates                  | Orica-BikeExchange | + 2' 45"    |
| 4t | Nairo Quintana Rojas        | Movistar Team      | + 2' 59"    |
| 5è | Alejandro Valverde Belmonte | Movistar Team      | + 3' 17"    |
| 6è | Tejay van Garderen          | BMC Racing Team    | + 3' 19"    |
| 7è | Romain Bardet               | AG2R La Mondiale   | + 4' 04"    |
| 8è | Richie Porte                | BMC Racing Team    | + 4' 27"    |
| 9è | Daniel Martin               | Etixx-Quick Step   | + 5' 03"    |
| 10è | Fabio Aru                   | Astana             | + 5' 16"    |

### Classificació per punts
|   | Ciclista             | Equip          | Punts |
| - | -------------------- | -------------- | ----- |
| 1 | Peter Sagan (SVK)    | Team Tinkoff   | 309   |
| 2 | Mark Cavendish (GBR) | Dimension Data | 219   |
| 3 | Marcel Kittel (GER)  | Lotto Soudal   | 202   |

### Classificació de la muntanya
|   | Ciclista              | Equip        | Punts |
| - | --------------------- | ------------ | ----- |
| 1 | Thomas De Gendt (BEL) | Lotto Soudal | 89    |
| 2 | Rafał Majka (POL)     | Team Tinkoff | 77    |
| 3 | Daniel Navarro (ESP)  | Cofidis      | 68    |

### Classificació del millor jove
|   | Ciclista             | Equip              | Temps       |
| - | -------------------- | ------------------ | ----------- |
| 1 | Adam Yates (GBR)     | Orica-BikeExchange | 58h 05' 36" |
| 2 | Louis Meintjes (RSA) | Lampre-Merida      | + 2'03"     |
| 3 | Warren Barguil (FRA) | Team Giant-Alpecin | + 5' 38"    |

### Classificació per equips
|    | Equip           | Temps        |
| -- | --------------- | ------------ |
| 1r | BMC Racing Team | 174h 07' 01" |
| 2n | Movistar Team   | + 2' 30"     |
| 3r | Team Sky        | + 8' 10"     |

## Abandonaments
- 68 -  Edward Theuns (BEL) (Trek-Segafredo): Abandona
- 121 -  Thibaut Pinot (FRA) (FDJ): No surt
- 201 -  Simon Gerrans (AUS) (Orica-BikeExchange): No surt